# Caesio teres
Fusilier à dos jaune et bleu
Espèce
Caesio teres, communément nommé Fusilier à dos jaune et bleu, est une espèce de poissons marins pélagiques, de la famille des Caesionidae.

## Description

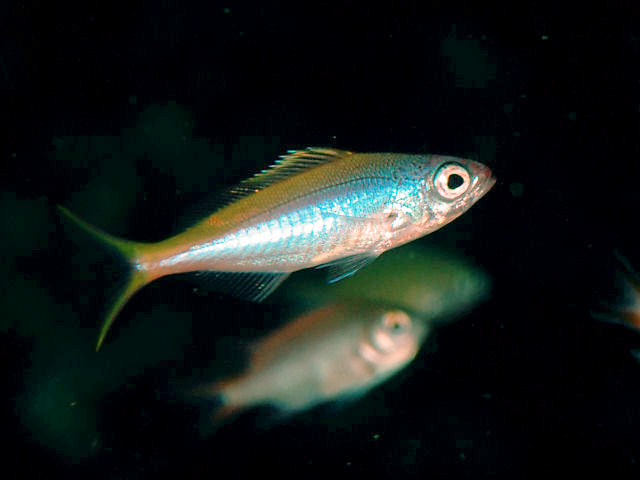

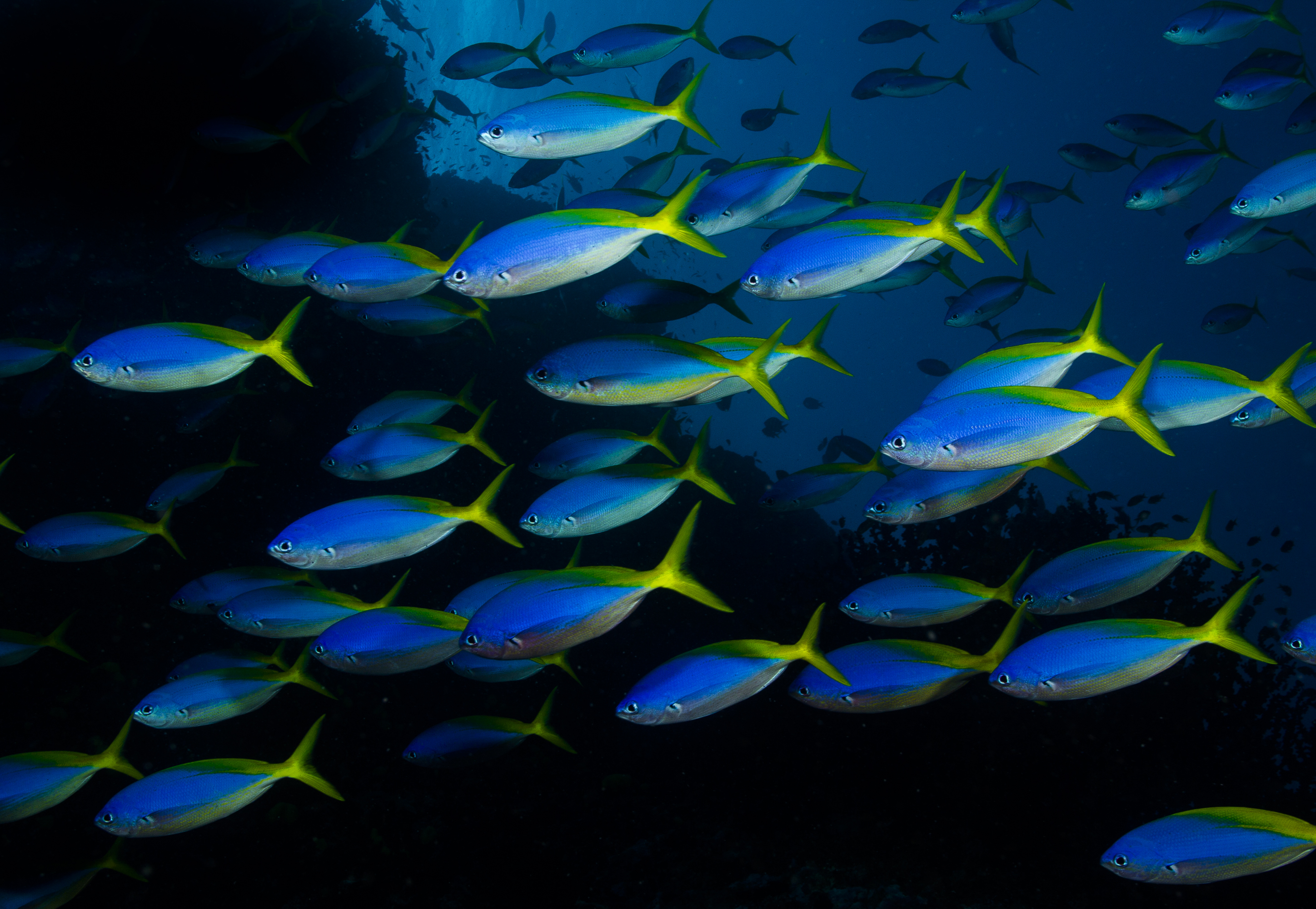
Un banc de fusiliers à dos jaune et bleu aux Fidji.

Caesio teres est un poisson de petite taille pouvant atteindre 40 cm de long.
Son corps est fusiforme, il a une petite bouche protractile (c'est-à-dire qu'elle peut être projetée vers l'avant pour mieux capter la nourriture) et une nageoire caudale fourchue.
Sa livrée est bleue et jaune sur le dos. Lorsque l'individu est jeune, la zone jaune s'étend de la nuque à la nageoire caudale traçant une diagonale qui débute à la base de la partie antérieure de la nageoire dorsale et se poursuit jusqu'à la base inférieure du pédoncule caudal. Cette zone jaune se réduit avec l'âge à la nageoire caudale et au pédoncule caudal.

## Distribution & habitat
Ce fusilier fréquente les eaux tropicales de l'Océan Indien, Mer Rouge et Golfe Persique exclus, à la partie occidentale de l'Océan Pacifique.
Il vit en pleine eau dans les lagons profonds ainsi qu'à proximité des pentes externes.

## Alimentation
Le Fusilier à dos jaune et bleu est planctonophage et se nourrit donc de zooplancton.

## Comportement
Il a une activité diurne et vit en banc.
Il se déplace souvent avec d'autres espèces de fusilier comme le fusilier à dos jaune Caesio xanthonota. Il y a d'ailleurs souvent confusion entre ces deux espèces, Caesio xanthonota se distingue de son proche parent par une zone jaune constante avec l'âge qui part de l'avant de la tête à la nageoire caudale, nageoire dorsale incluse.

## Description originale
- Seale, 1906 : Fishes of the South Pacific. Occasional Papers of the Bernice Pauahi Bishop Museum of Polnesian Ethnology and Natural History, vol. 4 n. 1, p. 1-89.